# Jennifer Finch
Jennifer Finch, född 5 augusti 1966 i Los Angeles i Kalifornien, är en amerikansk basist, gitarrist, sångare och fotograf.
Finch blev medlem i den amerikanska rockgruppen L7 1986 och hon medverkade som främst basist på gruppens fyra första album under deras populäraste era fram till 1996. Hon lämnade sedan gruppen men har varit verksam i mindre uppmärksammade musikprojekt sedan dess.